# Reino de Loango
```
   |-
       |
Erro:
:  
valor não especificado para "
nome_comum
"
```

O Reino de Loango ou Luango (Nsi ya Luangu, na língua congo) foi um estado pré-colonial africano, entre os séculos XV e XIX, situado no que é hoje a República do Congo. No seu auge no século XVII o reino expandiu-se de Maiombe, no norte, até Cabinda, em Angola, quase à foz do rio Congo. As origens de tal reino não são claras.

## História
Os habitantes de Loango, pertencentes ao grupo congo, falavam um dialeto setentrional da língua congo, que também era falada no Reino do Congo. Missionários que visitaram a costa de Loango em fins do século XIX chamavam os habitantes de bafiote e sua língua de fiote. Actualmente eles são conhecidos por vili ou bavili, termo  que começa a ser usado a partir do século XVII, quando se utilizava comummente o gentílico mobili.
A mais antiga sociedade com estrutura complexa existente na região vivia em Madingo Kayes, que já era um assentamento diversificado no primeiro século da Era Cristã. De momento, as evidências arqueológicas são muito escassas para revelar algo mais concreto sobre tal sociedade, que existiu entre os fins do século XV e o início do XVI. 
O Reino de Loango não é mencionado nos contos dos primeiros viajantes à região nem nos títulos de 1535 do rei Afonso I, do Congo, que se refere apenas a Cacongo e Angoio, dois de seus vizinhos do sul. Portanto, o relato mais detalhado de que se tem notícia foi registado por visitantes neerlandeses nos anos de 1630, e narra que o reino era originalmente uma parte de Cacongo, no Congo, do qual se separou para se tornar independente provavelmente por volta de 1550.

## Galeria

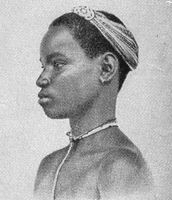
Menina loangoesa retratada de perfil
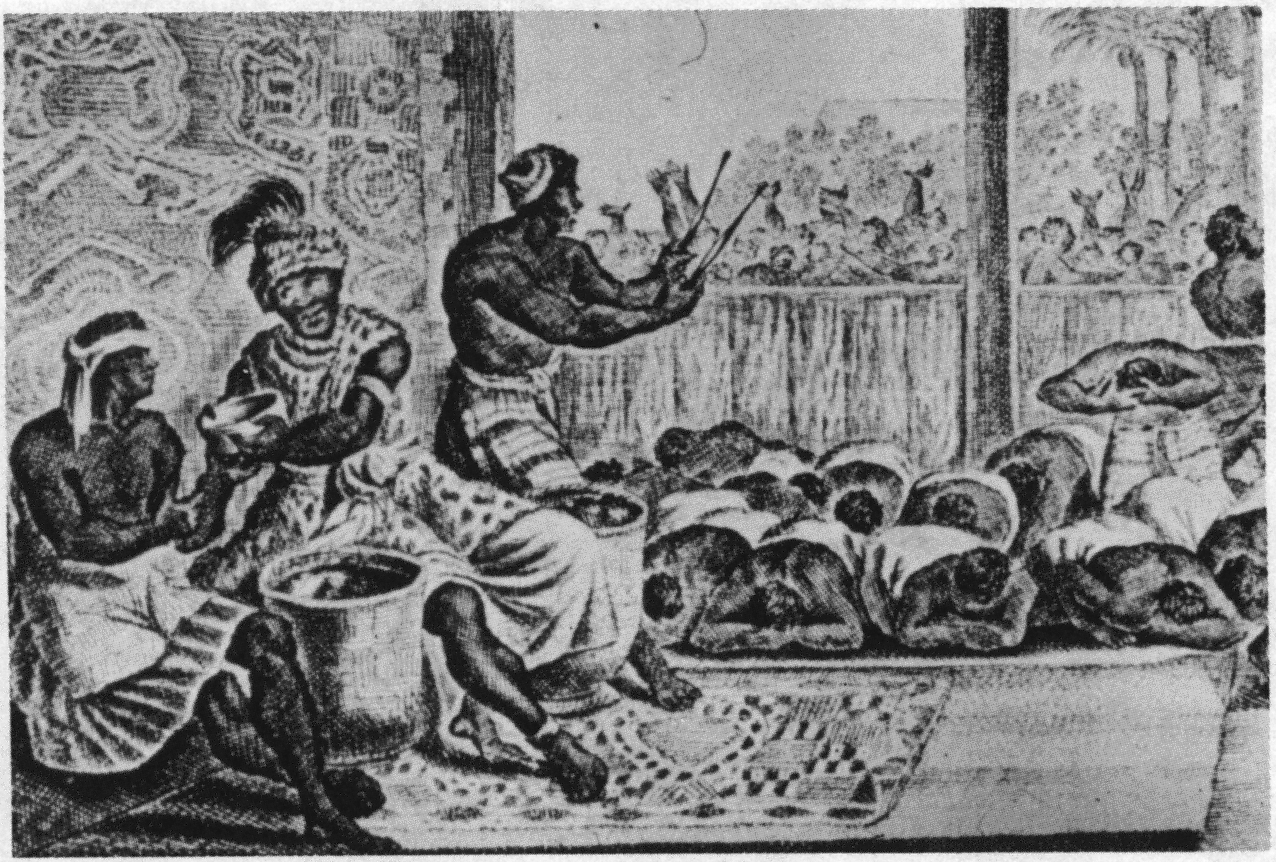
A corte de Loango, do livro Descrição da África (1668) por Olfert Dapper
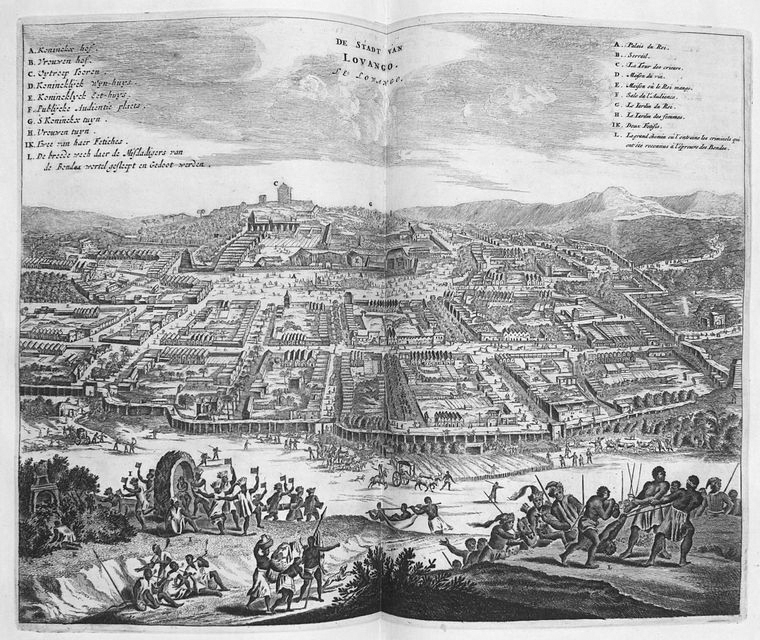
Cidade de Loango, capital do reino, a partir de detalhes fornecidos por exploradores (imagem de 1668)
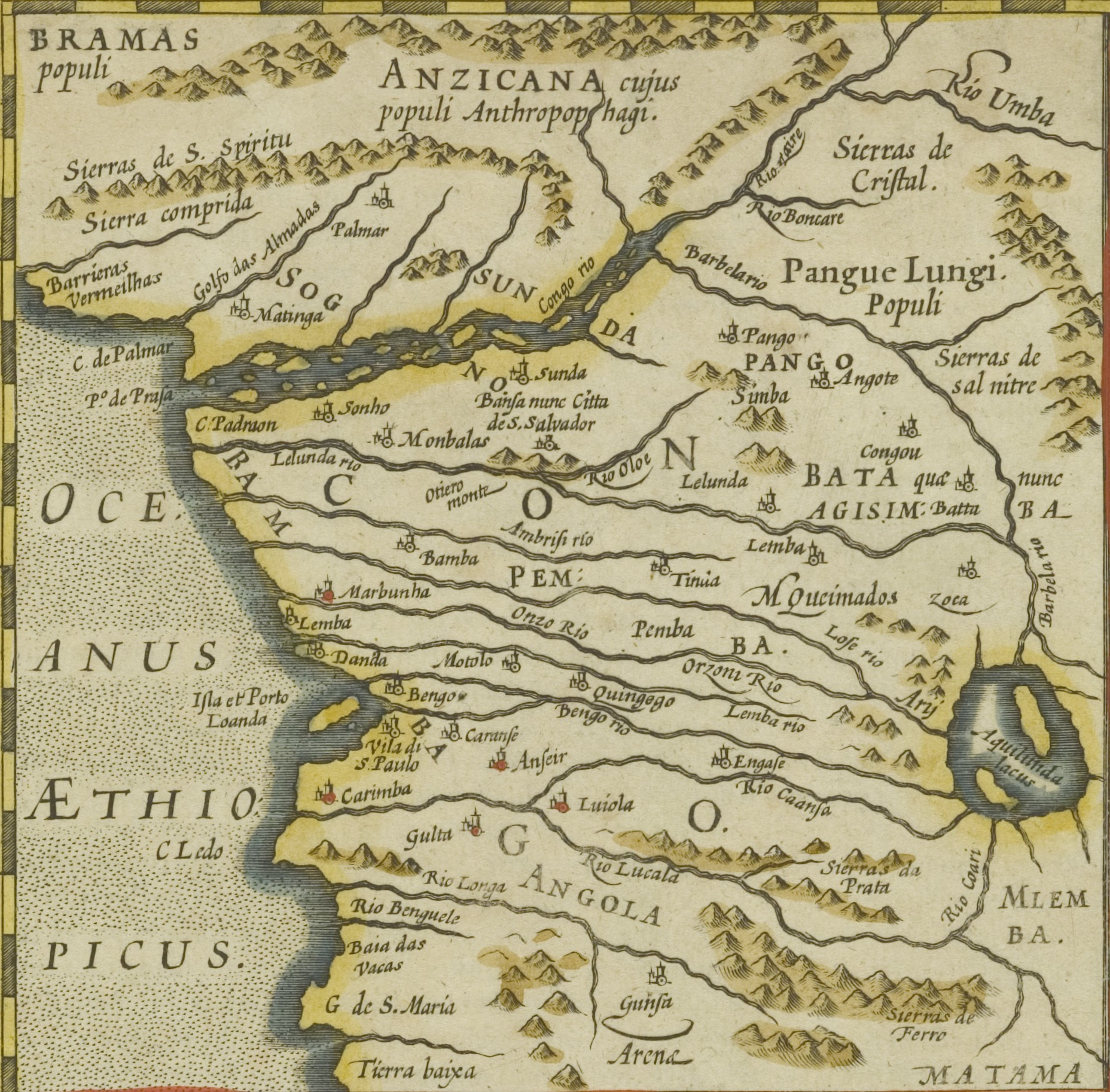
Mapa do reino